# Islas Vírgenes
Islas Vírgenes es el nombre de un archipiélago que pertenece al grupo de las islas de Barlovento de las Antillas Menores, en el mar Caribe. Las islas Vírgenes son las islas más occidentales del arco de islas de Barlovento, ubicadas al este de la isla de Puerto Rico. Poseen una superficie de aproximadamente 670 kilómetros cuadrados en total y, administrativamente, están divididas en tres zonas:     
- Las Islas Vírgenes Británicas (British Virgin Islands, en inglés), que son un territorio dependiente del Reino Unido organizado como un Territorio Británico de Ultramar y ocupan una superficie de 153 kilómetros cuadrados.
- Las Islas Vírgenes de los Estados Unidos (United States Virgin Islands, en inglés), que son un territorio dependiente de los Estados Unidos organizado como un «territorio no incorporado», y ocupan una superficie de 352 kilómetros cuadrados.
- Las Islas Vírgenes Españolas o Puertorriqueñas (Vieques y Culebra) que, junto con la isla principal de Puerto Rico, fueron territorios de España hasta 1898, las cuales son parte actualmente del Estado Libre Asociado de Puerto Rico, y ocupan una superficie de 165,1 kilómetros cuadrados.

Separadas geológicamente de la Antilla Mayor de La Española por el Canal de la Mona y Cañón, y del arco insular de las Antillas Menores por el Canal de la Anegada, la isla principal de Puerto Rico, las Islas Vírgenes Españolas de Vieques y Culebra, las Islas Vírgenes Británicas y las Islas Vírgenes de los Estados Unidos, excepto la isla más meridional de Santa Cruz, se encuentran en la misma plataforma carbonatada entre la Fosa de Puerto Rico en el Océano Atlántico Norte y el Mar Caribe noreste.Los archipiélagos de Puerto Rico y las Islas Vírgenes, a excepción de Saint Croix, también se encuentran en la misma  microplaca tectónica, la Placa de Puerto Rico-Islas Vírgenes.

## Etimología
Cristóbal Colón nombró las islas en honor a Santa Úrsula y las Once Mil Vírgenes, abreviado como las Vírgenes. El nombre oficial del territorio británico es Islas Vírgenes y el nombre oficial del territorio estadounidense es Islas Vírgenes de los Estados Unidos. En la práctica, los dos grupos de islas se conocen casi universalmente como las Islas Vírgenes Británicas y las Islas Vírgenes de los Estados Unidos.

## Historia
Las islas Vírgenes fueron habitadas originalmente por los arahuacos y caribes, muchos de los cuales se cree que perecieron durante el período colonial debido a la esclavitud, las enfermedades extranjeras y la guerra provocada por los colonos europeos.
Más tarde, los colonos europeos se asentaron aquí y establecieron plantaciones de azúcar, al menos una plantación de tabaco, y compraron esclavos traídos de África. Las plantaciones han desaparecido, pero los descendientes de los esclavos siguen siendo la mayor parte de la población, compartiendo una herencia afro-caribeña común con el resto del Caribe de habla inglesa.
Al igual que Puerto Rico continental, las islas Vírgenes que pertenecían a España fueron cedidas a los Estados Unidos en 1898. Los Estados Unidos tomaron posesión de las islas tras la firma del armisticio que puso fin a las operaciones militares en la guerra hispano-estadounidense.
Un tratado de 1916 entre los Estados Unidos y Dinamarca (no ratificado por los Estados Unidos hasta 1917) dio como resultado que Dinamarca vendiera las Islas Vírgenes Danesas a los Estados Unidos por 25 millones de dólares en oro.

### Afiliaciones históricas
Las islas Vírgenes han estado bajo la soberanía de varias naciones y grupos a lo largo de la historia. A continuación se muestra una tabla que representa la afiliación de las distintas islas:
| actuales Islas Vírgenes estadounidenses   | actuales Islas Vírgenes estadounidenses   | actuales Islas Vírgenes estadounidenses     | actuales Islas Vírgenes estadounidenses              | actuales Islas Vírgenes estadounidenses              | actuales Islas Vírgenes británicas        | actuales Islas Vírgenes británicas        | actuales Islas Vírgenes británicas        | actuales Islas Vírgenes británicas        | actuales Islas Vírgenes españolas                    | actuales Islas Vírgenes españolas                    | actuales Islas Vírgenes españolas                    |
| Saint Thomas                              | Saint Thomas                              | Saint John                                  | Saint Croix                                          | Saint Croix                                          | Tórtola                                   | Virgen Gorda                              | Anegada                                   | Jost Van Dyke                             | Culebra                                              | Vieques                                              | Vieques                                              |
| ----------------------------------------- | ----------------------------------------- | ------------------------------------------- | ---------------------------------------------------- | ---------------------------------------------------- | ----------------------------------------- | ----------------------------------------- | ----------------------------------------- | ----------------------------------------- | ---------------------------------------------------- | ---------------------------------------------------- | ---------------------------------------------------- |
| Nueva España (1493–1625)                  | Nueva España (1493–1625)                  | Nueva España (1493–1671)                    | Nueva España (1493–1625)                             | Nueva España (1493–1625)                             | Nueva España (1493–1648)                  | Nueva España (1493–1628)                  | Nueva España (1493–1648)                  | Nueva España (1493–1750)                  | Nueva España (1493–1580)                             | Nueva España (1493–1580)                             | Nueva España (1493–1580)                             |
| Nueva España (1493–1625)                  | Nueva España (1493–1625)                  | Nueva España (1493–1671)                    | Nueva España (1493–1625)                             | Nueva España (1493–1625)                             | Nueva España (1493–1648)                  | Nueva España (1493–1628)                  | Nueva España (1493–1648)                  | Nueva España (1493–1750)                  | Puerto Rico (ESP) (1580–1898)*                       | Puerto Rico (ESP) (1580–1689)*                       | Puerto Rico (ESP) (1580–1689)*                       |
| Islas Vírgenes Neerlandesas (1625–1651)   | Islas Vírgenes Neerlandesas (1625–1651)   |                                             |                                                      | Islas Vírgenes Neerlandesas (1625–1650)**            |                                           | Islas Vírgenes Neerlandesas (1628–1680)   |                                           |                                           | Puerto Rico (ESP) (1580–1898)*                       | Puerto Rico (ESP) (1580–1689)*                       | Puerto Rico (ESP) (1580–1689)*                       |
| Islas Vírgenes Neerlandesas (1625–1651)   | Islas Vírgenes Neerlandesas (1625–1651)   | Islas de Sotavento Británicas (1625–1650)** |                                                      |                                                      |                                           | Islas Vírgenes Neerlandesas (1628–1680)   |                                           |                                           | Puerto Rico (ESP) (1580–1898)*                       | Puerto Rico (ESP) (1580–1689)*                       | Puerto Rico (ESP) (1580–1689)*                       |
|                                           |                                           |                                             | Islas de Sotavento Británicas (1650)                 | Islas de Sotavento Británicas (1650)                 | Islas Vírgenes Neerlandesas (1648–1672)   |                                           | Islas Vírgenes Neerlandesas (1648–1680)   |                                           |                                                      |                                                      |                                                      |
|                                           |                                           |                                             | Puerto Rico (ESP) (1650)                             |                                                      |                                           |                                           |                                           |                                           |                                                      |                                                      |                                                      |
| Indias Occidentales Danesas (1651–1801)   | Indias Occidentales Danesas (1651–1801)   |                                             | Caballeros Hospitalarios (1651–1664)                 | Caballeros Hospitalarios (1651–1664)                 |                                           |                                           |                                           |                                           |                                                      |                                                      |                                                      |
| Indias Occidentales Danesas (1651–1801)   | Indias Occidentales Danesas (1651–1801)   | Antillas francesas (1664–1733)              |                                                      |                                                      |                                           |                                           |                                           |                                           |                                                      |                                                      |                                                      |
| Indias Occidentales Danesas (1651–1801)   | Indias Occidentales Danesas (1651–1801)   | Indias Occidentales Danesas (1671–1684)     | Islas de Sotavento Británicas (1672-1816)            | Islas de Sotavento Británicas (1680-1816)            | Islas de Sotavento Británicas (1680-1816) |                                           |                                           | Brandeburgo-Prusia (1689–1693)            | Brandeburgo-Prusia (1689–1693)                       |                                                      |                                                      |
|                                           | Brandeburgo-Prusia (1685–1721)***         | Islas de Sotavento Británicas (1684–1718)   | Islas de Sotavento Británicas (1672-1816)            | Islas de Sotavento Británicas (1680-1816)            | Islas de Sotavento Británicas (1680-1816) | Puerto Rico (ESP) (1693–1698)             | Puerto Rico (ESP) (1693–1698)             |                                           |                                                      |                                                      |                                                      |
| Indias Occidentales Danesas (1651–1801)   | Indias Occidentales Danesas (1651–1801)   | Indias Occidentales Danesas (1718–1801)     | Islas de Sotavento Británicas (1672-1816)            | Islas de Sotavento Británicas (1680-1816)            | Islas de Sotavento Británicas (1680-1816) | Indias Occidentales Danesas (1733–1801)   | Indias Occidentales Danesas (1733–1801)   | Islas de Sotavento Británicas (1750–1816) | Compañía de Escocia (1698)                           | Compañía de Escocia (1698)                           |                                                      |
| Indias Occidentales Danesas (1651–1801)   | Indias Occidentales Danesas (1651–1801)   | Indias Occidentales Danesas (1718–1801)     | Islas de Sotavento Británicas (1672-1816)            | Islas de Sotavento Británicas (1680-1816)            | Islas de Sotavento Británicas (1680-1816) | Indias Occidentales Danesas (1733–1801)   | Indias Occidentales Danesas (1733–1801)   | Islas de Sotavento Británicas (1750–1816) | Indias Occidentales Danesas (1698–1811)**            |                                                      |                                                      |
| Islas de Sotavento Británicas (1801–1802) | Islas de Sotavento Británicas (1801–1802) | Islas de Sotavento Británicas (1801–1802)   | Islas de Sotavento Británicas (1801–1802)            | Islas de Sotavento Británicas (1801–1802)            |                                           |                                           |                                           |                                           |                                                      | Islas de Sotavento Británicas (1698–1811)**          |                                                      |
| Indias Occidentales Danesas (1802–1807)   | Indias Occidentales Danesas (1802–1807)   | Indias Occidentales Danesas (1802–1807)     | Indias Occidentales Danesas (1802–1807)              | Indias Occidentales Danesas (1802–1807)              |                                           |                                           |                                           |                                           |                                                      | Antillas francesas (1698–1811)**                     |                                                      |
| Islas de Sotavento Británicas (1807–1815) | Islas de Sotavento Británicas (1807–1815) | Islas de Sotavento Británicas (1807–1815)   | Islas de Sotavento Británicas (1807–1815)            | Islas de Sotavento Británicas (1807–1815)            |                                           |                                           |                                           |                                           |                                                      | Puerto Rico (ESP) (1698–1811)***                     |                                                      |
| Indias Occidentales Danesas (1815–1917)   | Indias Occidentales Danesas (1815–1917)   | Indias Occidentales Danesas (1815–1917)     | Indias Occidentales Danesas (1815–1917)              | Indias Occidentales Danesas (1815–1917)              | Islas Vírgenes Británicas (1816–1833)     | Islas Vírgenes Británicas (1816–1833)     | Islas Vírgenes Británicas (1816–1833)     | Islas Vírgenes Británicas (1816–1833)     |                                                      | Puerto Rico (ESP) (1811–1898)                        | Puerto Rico (ESP) (1811–1898)                        |
|                                           |                                           |                                             |                                                      |                                                      | Islas de Sotavento Británicas (1833–1958) | Islas de Sotavento Británicas (1833–1958) | Islas de Sotavento Británicas (1833–1958) | Islas de Sotavento Británicas (1833–1958) |                                                      |                                                      |                                                      |
| Puerto Rico (EE.UU) (1898–presente)       | Puerto Rico (EE.UU) (1898–presente)       | Puerto Rico (EE.UU) (1898–presente)         |                                                      |                                                      | Islas de Sotavento Británicas (1833–1958) | Islas de Sotavento Británicas (1833–1958) | Islas de Sotavento Británicas (1833–1958) | Islas de Sotavento Británicas (1833–1958) |                                                      |                                                      |                                                      |
| Puerto Rico (EE.UU) (1898–presente)       | Puerto Rico (EE.UU) (1898–presente)       | Puerto Rico (EE.UU) (1898–presente)         | Islas Vírgenes de los Estados Unidos (1917–presente) | Islas Vírgenes de los Estados Unidos (1917–presente) | Islas de Sotavento Británicas (1833–1958) | Islas de Sotavento Británicas (1833–1958) | Islas de Sotavento Británicas (1833–1958) | Islas de Sotavento Británicas (1833–1958) | Islas Vírgenes de los Estados Unidos (1917–presente) | Islas Vírgenes de los Estados Unidos (1917–presente) | Islas Vírgenes de los Estados Unidos (1917–presente) |
| Puerto Rico (EE.UU) (1898–presente)       | Puerto Rico (EE.UU) (1898–presente)       | Puerto Rico (EE.UU) (1898–presente)         | Islas Vírgenes de los Estados Unidos (1917–presente) | Islas Vírgenes de los Estados Unidos (1917–presente) | Islas Vírgenes Británicas (1958–presente) | Islas Vírgenes Británicas (1958–presente) | Islas Vírgenes Británicas (1958–presente) | Islas Vírgenes Británicas (1958–presente) | Islas Vírgenes de los Estados Unidos (1917–presente) | Islas Vírgenes de los Estados Unidos (1917–presente) | Islas Vírgenes de los Estados Unidos (1917–presente) |

*Mayormente bajo control de piratas
**Reclamo coexistente
***Arrendado/territorio compartido

## Demografía
La población total de las Islas Vírgenes es de 147 778: 104 901 en las Islas Vírgenes de EE. UU., 31 758 en las británicas y 11 119 en las españolas. Aproximadamente las tres cuartas partes de los isleños son negros en las Islas Vírgenes Británicas y de los EE. UU., mientras que la mayoría de los habitantes de Culebra y Vieques son puertorriqueños de ascendencia europea, con una importante comunidad afropuertorriqueña. Los idiomas principales son el inglés y el criollo de las Islas Vírgenes en los EE. UU. y las Islas Vírgenes Británicas, y el español en el territorio puertorriqueño. St. Thomas es la isla más poblada, seguida de cerca por St. Croix (51 634 y 50 601, respectivamente).
| Nombre                                 | Estado         | Subdivisiones | Superficie (km²) | Población (2005 est.) | Densidad de población (por km²) | Capital          |
| -------------------------------------- | -------------- | ------------- | ---------------- | --------------------- | ------------------------------- | ---------------- |
| Islas Vírgenes Británicas              | Reino Unido    | Distritos     | 153,0            | 31,758                | 207,6                           | Road Town        |
| Islas Vírgenes Españolas (Puerto Rico) | Estados Unidos | Municipios    | 165,1            | 11,119                | 67,3                            | San Juan         |
| Islas Vírgenes de los Estados Unidos   | Estados Unidos | Distritos     | 346,4            | 104,901               | 302,8                           | Charlotte Amalie |
| Total                                  |                |               | 664,5            | 147,778               | 222.4                           |                  |

## Transporte
Los vehículos de motor se conducen por el lado izquierdo de la carretera tanto en las Islas Vírgenes Británicas como en las de los EE. UU., aunque los volantes de la mayoría de los automóviles están ubicados en el lado izquierdo (como es la norma en las localidades en las que se conduce por la derecha). En las Islas Vírgenes españolas, los vehículos se conducen por el lado derecho de la carretera.